# Saute-mouton astronomique
Pour les articles homonymes, voir Saute-mouton (homonymie).
Le saute-mouton astronomique est une technique utilisée par les astronomes amateurs pour localiser des objets célestes dans le ciel nocturne, en complément ou remplacement de la méthode de réglage des cercles de coordonnées de déclinaison et d'ascension droite sur un télescope avec une monture équatoriale.

## Avantage
Beaucoup objets célestes d'intérêt sont trop faibles pour être visibles à l'œil nu. Les télescopes ou les jumelles collectent beaucoup plus de lumière, ce qui permet de voir les objets ténus, mais leur champ de vision est plus petit, ce qui complique l'orientation sur le ciel nocturne.
Le champ de vision des jumelles est rarement supérieur à huit degrés, tandis que celui des télescopes amateurs classiques peut être sensiblement inférieur à un degré, en fonction du grossissement utilisé. Beaucoup d'objets sont mieux observés avec des grossissements plus élevés, qui vont inévitablement de pair avec des champs de vision étroits.

## Principe
Le saute-mouton astronomique utilise des étoiles brillantes comme guide pour trouver des objets plus pâles. Une connaissance des positions relatives des étoiles brillantes et des objets cibles est essentielle. Après avoir planifié le saut d'étoiles en étoiles à l'aide d'une carte du ciel, l'observateur localise d'abord une ou plusieurs étoiles brillantes dans un chercheur de télescope ou de lunette, un viseur reflex ou, à faible grossissement, avec l'instrument à utiliser pour l'observation. L'instrument est ensuite déplacé par un ou plusieurs incréments, en utilisant éventuellement un réticule pour identifier des distances angulaires spécifiques, afin de suivre les motifs d'étoiles identifiés dans le ciel, jusqu'à ce que l'objet ciblé soit atteint.
En utilisant un télescope équipé d'une monture équatoriale correctement alignée, l'observateur peut aussi suivre le système de coordonnées équatoriales sur une carte du ciel pour "sauter" ou "glisser" le long des lignes d'ascension droite ou de déclinaison à partir d'un objet bien connu pour trouver une cible. Ceci peut être aidé en utilisant les cercles de réglage.
Une fois qu'un instrument est centré sur la cible, des grossissements plus élevés peuvent être mis en œuvre.

## Exemple

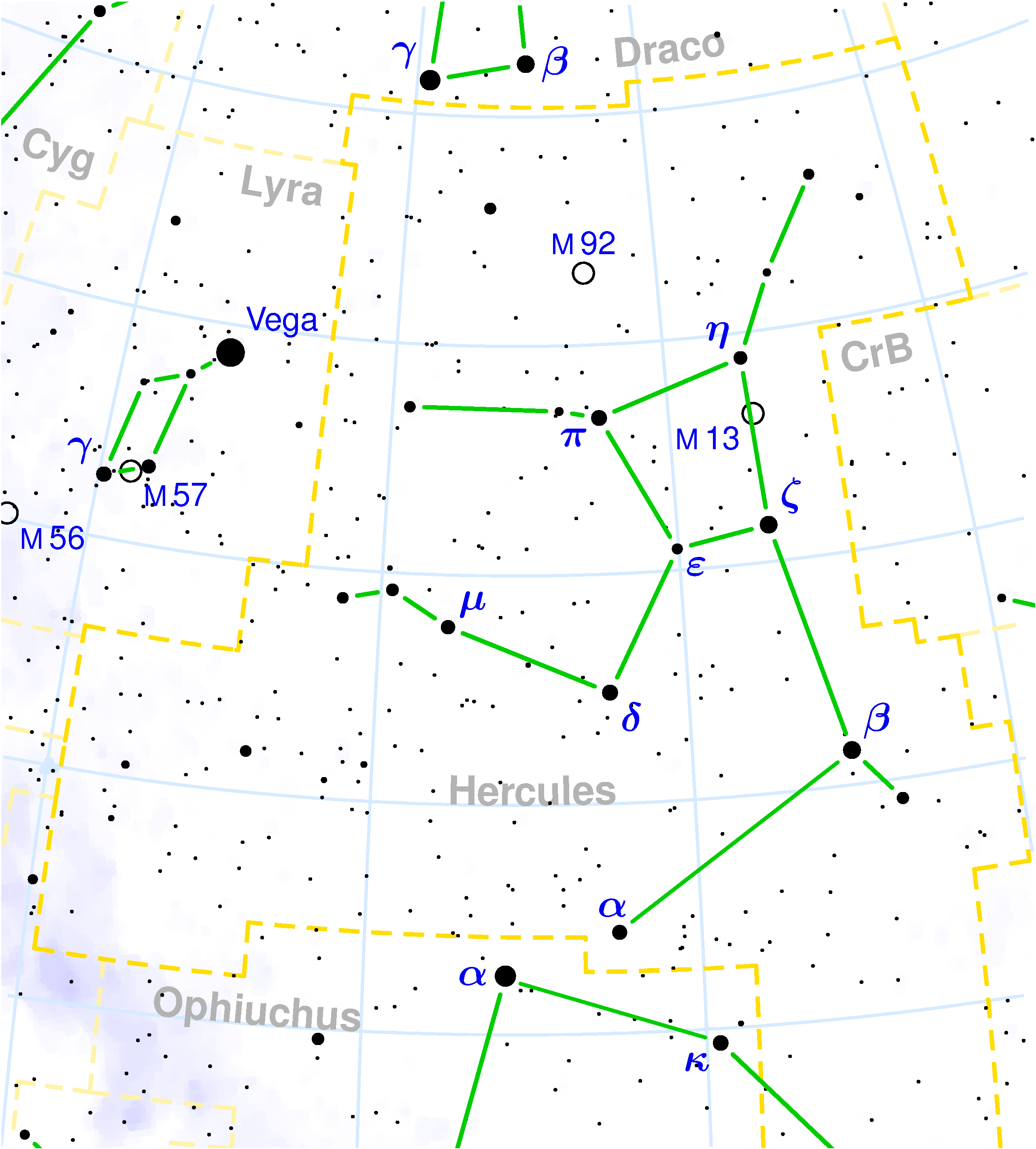
Carte du ciel montrant la constellation d'Hercules

Un exemple simple de saute-mouton entre étoiles serait de trouver Messier 13, un amas globulaire de la constellation d'Hercule, qui est trop faible pour être vu à l'œil nu dans la plupart des conditions. Comme le montre la carte des étoiles, M 13 est situé sur une ligne reliant les étoiles ζ Herculis et η Herculis. En utilisant les techniques de saute-mouton astronomique, un observateur pourrait d'abord identifier ces 2 étoiles à l’œil nu, puis dirigeait un instrument (binoculaire ou télescope) à deux tiers du chemin en montant depuis ζ, et un tiers du chemin en descendant depuis η vers le site de M13. Un observateur utilisant un télescope équipé avec une monture équatoriale basculerait de η en déclinaison au site M 13.